# Velanne
Velanne – miejscowość i gmina we Francji, w regionie Owernia-Rodan-Alpy, w departamencie Isère.
Według danych na rok 1990 gminę zamieszkiwały 383 osoby, a gęstość zaludnienia wynosiła 48 osób/km² (wśród 2880 gmin regionu Rodan-Alpy Velanne plasuje się na 1249. miejscu pod względem liczby ludności, natomiast pod względem powierzchni na miejscu 1281.).